# Ad Blok van der Velden
Adrianus (Ad) Blok van der Velden (Dordrecht, 12 april 1913 - Varese (Italië), 22 mei 1980) was een Nederlandse schilder. Hij is vooral bekend vanwege de tekeningen en schilderijen die hij op en van het eiland Texel maakte.

## Levensloop
Blok der Velden studeerde aan de Rotterdamse Academie. In 1934 kwam hij voor de eerste keer op Texel. Als natuurliefhebber voelde hij zich aangetrokken tot het eiland. Na een periode van twee jaar in de Franse stad Nice keerde hij terug naar Nederland en vestigde hij zich in augustus 1940 samen met zijn vrouw Ietje op het eiland. In het laatste oorlogsjaar werd hij samen met een honderdtal andere Texelaars gedwongen tewerkgesteld bij de bouw van Duitse verdedigingswerken rond de Drentse hoofdstad Assen. Hij maakte in die periode een groot aantal tekeningen. Ook het Texelse landschap werd veelvuldig vastgelegd.
Blok van der Velden was een harde werker en van zijn hand verschenen honderden aquarellen, etsen, schilderijen en tekeningen. Hij voelde zich vooral aangetrokken tot het Texels landschap voordat er op grote schaal ruilverkaveling had plaatsgevonden. Als gevolg van die grootschalige ruilverkaveling voelde hij zich minder verwant met het eiland en week hij enkele zomers uit naar Terschelling. Vanaf 1971 verbleef hij ook vaker in Frankrijk en later Italië. In 1979 verliet hij Texel definitief en verhuisde hij naar Italië. Daar overleed hij een jaar later en werd hij aanvankelijk ook begraven. In 1995 vond er een herbegrafenis plaats en kwam hij naast zijn tweede vrouw Hanneke Breur te liggen op de Algemene Begraafplaats in Den Burg.